# براش فرک (ویرجینیای غربی)
براش فرک(به انگلیسی: Brush Fork) شهری در ایالت ویرجینیای غربی کشور ایالات متحده آمریکا است که جمعیت آن در سرشماری سال ۲۰۱۰ میلادی، ۱٬۱۹۷ نفر بوده‌است.